# Notasulga
Notasulga – miasto w Stanach Zjednoczonych, w stanie Alabama, w hrabstwie Macon. W roku 2023 miasto zamieszkiwało 875 osób, a gęstość zaludnienia ponad 24 osoby/km².